# Liste der Bischöfe von Fulham
Bischof von Fulham (engl. Bishop of Fulham) ist ein 1926 geschaffenes Bischofsamt der anglikanischen Kirche von England, welches nach dem Londoner Stadtteil Fulham benannt ist. Der Bischof von Fulham ist dabei als Suffraganbischof dem Bischof von London untergeordnet und verfügt über keine eigene Diözese.
Ursprünglich war der Bischof von Fulham für die anglikanischen Gemeinden in Nord- und Zentraleuropa (Jurisdiction of North and Central Europe) zuständig, 1980 wurde dieser Jurisdiktionsbereich jedoch mit der Diözese Gibraltar zur Diözese in Europa zusammengeschlossen. Seitdem besaß der Bischof die Rolle eines sogenannten Provincial Episcopal Visitors (Seelsorger für diejenigen Gemeinden, die die Frauenordination ablehnen) in den Diözesen London, Southwark und Rochester. Nach der Emeritierung von Bischof Broadhurst Ende 2010 wurde bekanntgegeben, dass die Rolle des Provincial Episcopal Visitors vom Bischof von Edmonton übernommen wird und der Bischof von Fulham künftig als Regionalbischof den Bischof von London im Episkopalbezirk Two Cities innerhalb der Diözese London unterstützen soll.

## Liste der Bischöfe
| Verantwortlich für Nord- und Zentraleuropa | Verantwortlich für Nord- und Zentraleuropa | Verantwortlich für Nord- und Zentraleuropa | Verantwortlich für Nord- und Zentraleuropa |
| Von                                        | Bis                                        | Name                                       | Anmerkungen                                |
| ------------------------------------------ | ------------------------------------------ | ------------------------------------------ | ------------------------------------------ |
| 1926                                       | 1947                                       | Basil Batty                                |                                            |
| 1947                                       | 1949                                       | William Marshall Selwyn                    |                                            |
| 1949                                       | 1955                                       | George Ingle                               | Später Bischof von Willesden               |
| 1955                                       | 1957                                       | Robert Stopford                            | Später Bischof von Peterborough            |
| 1957                                       | 1966                                       | Roderic Coote                              | Später Bischof von Colchester              |
| 1966                                       | 1970                                       | Alan Rogers                                |                                            |
| 1970                                       | 1980                                       | John Satterthwaite                         | Auch Bischof von Gibraltar                 |

| Verantwortlich für Gemeinden, die Frauenordination ablehnen | Verantwortlich für Gemeinden, die Frauenordination ablehnen | Verantwortlich für Gemeinden, die Frauenordination ablehnen | Verantwortlich für Gemeinden, die Frauenordination ablehnen |
| Von                                                         | Bis                                                         | Name                                                        | Anmerkungen                                                 |
| ----------------------------------------------------------- | ----------------------------------------------------------- | ----------------------------------------------------------- | ----------------------------------------------------------- |
| 1982                                                        | 1985                                                        | Brian Masters                                               | Später Bischof von Edmonton                                 |
| 1985                                                        | 1996                                                        | John Klyberg                                                |                                                             |
| 1996                                                        | 2010                                                        | John Broadhurst                                             |                                                             |

| Regionalbischof im Episkopalbezirk Two Cities | Regionalbischof im Episkopalbezirk Two Cities | Regionalbischof im Episkopalbezirk Two Cities | Regionalbischof im Episkopalbezirk Two Cities |
| Von                                           | Bis                                           | Name                                          | Anmerkungen                                   |
| --------------------------------------------- | --------------------------------------------- | --------------------------------------------- | --------------------------------------------- |
| 2010                                          | 2013                                          | nicht besetzt                                 |                                               |
| 2013                                          | Gegenwart                                     | Jonathan Baker                                |                                               |